# Jekaterina Kovalevskaja

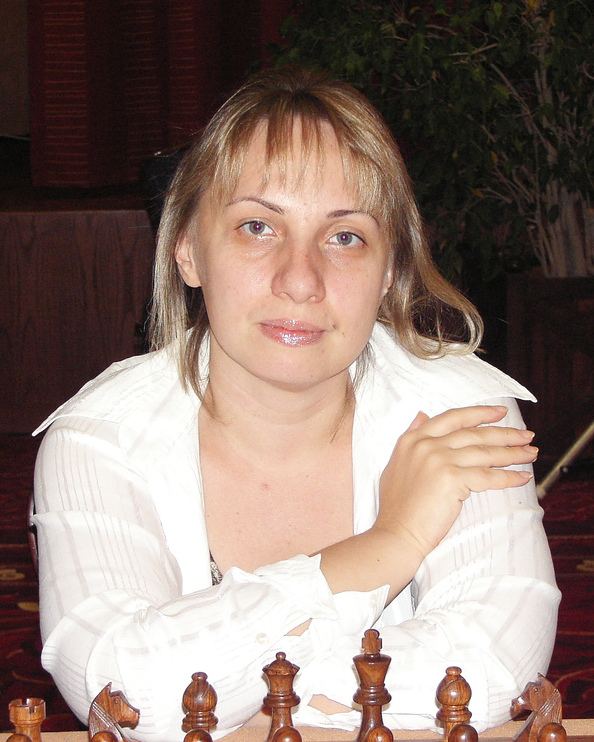
Jekaterina Kovalevskaja in 2007

Jekaterina Valentinovna Kovalevskaja (Russisch: Екатерина Валентиновна Ковалевская) (Rostov aan de Don, 17 april 1974) is een Russische schaakster. Zij is sinds 1998 grootmeester bij de vrouwen (WGM) en sinds 2004 een internationaal meester (IM).
- In 2003 werd in Krasnotoerinsk (Rusland) het dames supertoernooi North Urals Cup gewonnen door Natalja Zjoekova met 4½ pt. uit 7. Tweede werd Svetlana Matvejeva en derde Jekaterina Kovalevskaja.
- In 2004 nam ze met het Russische vrouwenteam deel aan de 36e Schaakolympiade in Calvià; het team eindigde op de derde plaats.
- In mei 2005 werd in Samara het kampioenschap van Rusland bij de dames verspeeld dat met 9 punten uit 11 ronden gewonnen werd door Aleksandra Kostenjoek. Tatjana Kosintseva eindigde met 8 punten op de tweede plaats terwijl Kovalevskaja met 7.5 punt derde werd.
- In juli 2005 werd in Krasnotoerinsk (Rusland) het dames supertoernooi North Urals Cup 2005 gespeeld dat met zes punten uit negen ronden gewonnen werd door de Indiase grootmeester bij de dames Humpy Koneru. Na de tie-break werd de Chinese grootmeester bij de dames Xu Yuhua tweede met 5.5 punt terwijl de Russin Aleksandra Kostenjoek (ook grootmeester) met 5.5 punt derde werd; de achtste plaats met 4 punten was voor Jekaterina Kovalevskaja
- In 2007 won ze met het Russische vrouwenteam het Europees Schaakkampioenschap voor landenteams.
- Eveneens in 2007 eindigde ze in het Wereldkampioenschap schaken voor landenteams met het Russische team op de tweede plaats in het vrouwentoernooi.